# 金沢自然公園インターチェンジ
金沢自然公園インターチェンジ（かなざわしぜんこうえんインターチェンジ）は、神奈川県横浜市金沢区にある横浜横須賀道路金沢支線のインターチェンジである。
金沢自然公園の「高速側駐車場」に直結する出入口であり、一般道路へは接続していない。また、利用できるのは金沢動物園の開園日・営業時間内に限られる。入出場は釜利谷JCT方面からのみ可能で、堀口能見台IC方面との行き来はできない。料金所は釜利谷本線料金所に併設されている。

## 道路
- E16 横浜横須賀道路金沢支線

## 料金所

### 入口
- ブース数:1
  - ETC/一般:1

### 出口
- ブース数:1
  - ETC/一般:1

## 料金所番号
- 08-012

## 隣
E16 横浜横須賀道路金沢支線
(4-1) 釜利谷JCT - 釜利谷TB - 金沢自然公園IC - (4-2) 堀口能見台IC